# هارالد استروم
هارالد استروم (انگلیسی: Harald Strøm; ۱۴ اکتبر ۱۸۹۷ – ۲۵ دسامبر ۱۹۷۷) بازیکن فوتبال، و اسکیت‌باز سرعت اهل نروژ بود.
از باشگاه‌هایی که در آن بازی کرده‌است می‌توان به تیم ملی فوتبال نروژ اشاره کرد.